# Sonaco
Sonaco est un des cinq secteurs appartenant à la région Gabú du Guinée-Bissau. En 2009, il comptait 39 875 habitants.

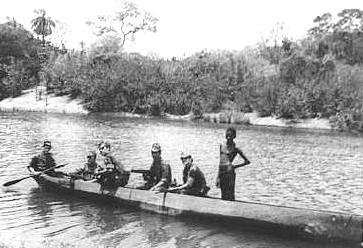
Sonaco – Vue